# Between the Raindrops
"Between the Raindrops"은 미국의 얼터너티브 록 밴드 라이프하우스 (Lifehouse)의 여섯번째 정규 앨범 Almería의 수록곡이며 해당 앨범의 첫번째 싱글이다. 영국의 가수 나타샤 베딩필드 (Natasha Bedingfield)가 피처링하였다. 2012년 9월 11일, Almería 앨범 발표에 앞서 싱글로만 먼저 발매되었다.

## 뮤직비디오
2012년 10월 5일, 이 곡의 뮤직비디오의 촬영이 시작되었다. 뮤직비디오 작업에는 나타샤 베딩필드 (Natasha Bedingfield)도 참여하였다. 뮤직비디오는 2012년 11월 9일 Vevo를 통해 공개되었다.

## 참고 사항
1. ↑  “iTunes - Music - Between the Raindrops (feat. Natasha Bedingfield) - Single by Lifehouse”. Itunes.apple.com. 2012년 9월 11일. 2012년 10월 14일에 확인함.
2. ↑  “Twitter”. Twitter. 2012년 10월 14일에 확인함.
3. ↑  “Twitter”. Twitter. 2012년 10월 14일에 확인함.
4. ↑  https://www.youtube.com/watch?v=dG6-bU6esKo